# Pane carasau

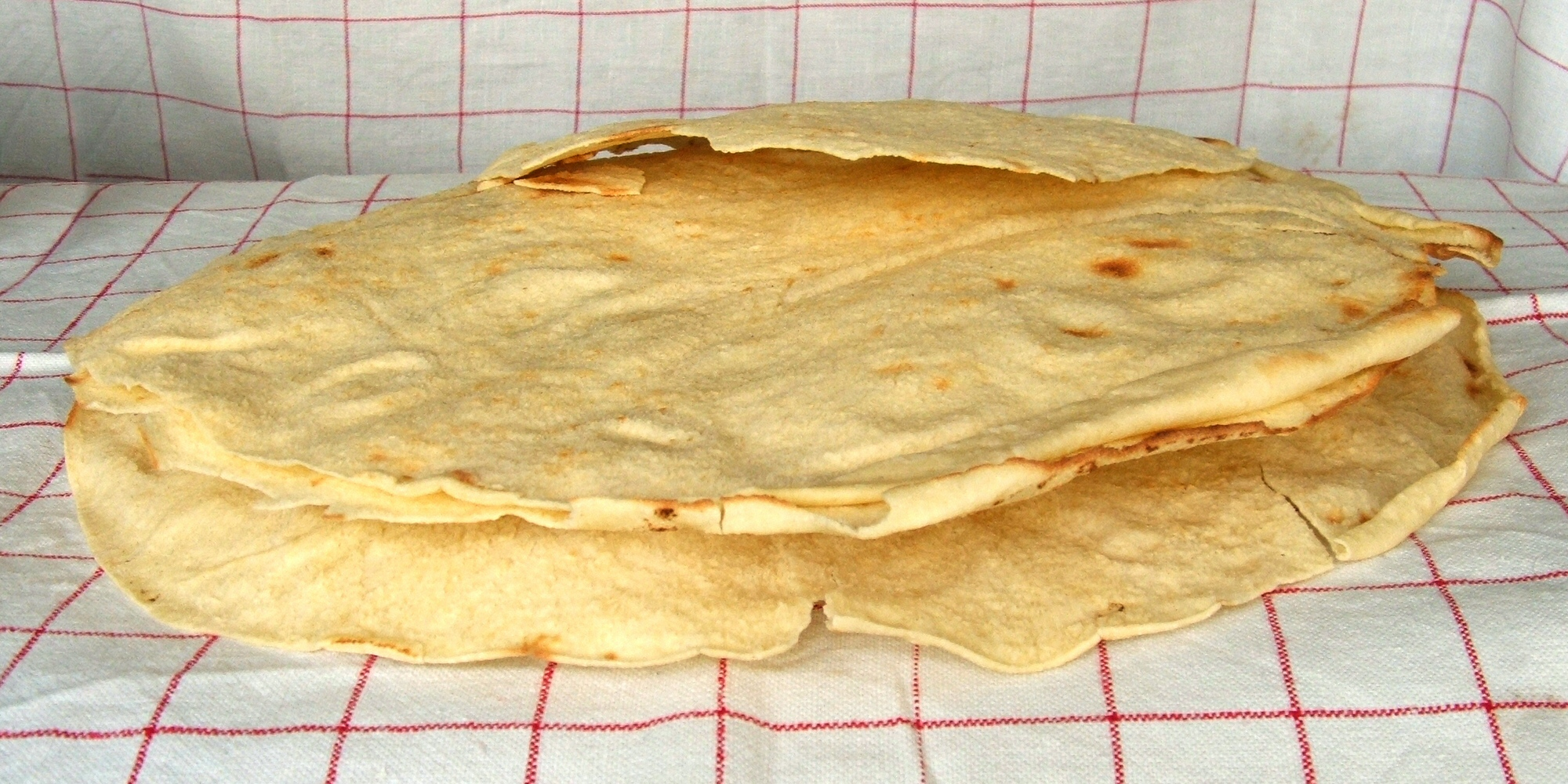
Pan carta da musica

Pane carasau (pronunciación en sardo: /ˈpanɛ ɣaɾaˈzau/, pronunciación en italiano: /ˈpaːne karaˈzau/: , sardo: "pan tostado", del participio pasado del verbo sardo carasare "tostar", refiriendo a la costra) es un pan plano tradicional de Cerdeña.
Es delgado y crespillante, normalmente en forma de plato de medio metro de ancho. Está hecho tomando pan plano cocido (hecho de harina de trigo durum, sal, levadura, y agua), separándolo en dos hojas que se vuelven a hornear de nuevo. La receta es muy antigua y estuvo pensada para ser utilizada por pastores, que solían quedarse lejos de casa durante meses. El pane carasau puede durar hasta un año, si se mantiene seco. El pan puede ser comido tanto seco, como mojado (con agua, vino o salsas).
Un pan similar, libre de levadura, es el "pane guttiau" (denominación en sardo), también conocido como "carta da musica" en italiano, cuyo significado es el de "hoja de música", en referencia a su forma grande y de papel delgado, que es tan delgado que antes de cocinar se dice que se puede leer una hoja de música a través de él.
Se encontraron restos de este tipo de pan en excavaciones arqueológicas de nuraghes (construcciones tradicionales sardas de piedra) y, por tanto, ya se comía en la isla con anterioridad al 1000 AC.